# Grisaia no kajitsu
Grisaia no kajitsu: Le Fruit De La Grisaia (グリザイアの果実 -LE FRUIT DE LA GRISAIA-?, Gurizaia no kajitsu, lett. "I frutti della Grisaia") è una visual novel giapponese, la prima in una serie di visual novel di Front Wing, con il character design a cura di Akio Watanabe e Fumio. Altre due versioni del gioco, una per PlayStation Portable e una per PlayStation Vita, sono state pubblicate nel 2013. Tutte e le tre le visual novel saranno tradotte in inglese e pubblicate su Steam dal Sekai Project, a partire da The Fruit of Grisaia, la cui pubblicazione è avvenuta il 29 maggio 2015. 
Un adattamento manga ha iniziato la sua serializzazione sul numero 36 di Champion Red Ichigo il 5 febbraio 2013. La produzione di una serie televisiva anime prodotta dallo studio 8-Bit ha ottenuto il via libera ed è stata trasmessa ad ottobre 2014. Due sequel sono stati annunciati sempre dalla 8-Bit, il primo è Grisaia no meikyuu: Le Labyrinthe De La Grisaia (グリザイアの迷宮 -LE LABYRINTHE DE LA GRISAIA-?) che è uno speciale di 47 minuti che è andato in onda il 12 aprile 2015, l'altro è Grisaia no rakuen: Le Eden De La Grisaia (グリザイアの楽園 -LE EDEN DE LA GRISAIA-?) che è andato in onda il 19 aprile 2015.

## Trama
La storia è ambientata nell'accademia Mihana, nominalmente una scuola esclusiva ma di fatto un collegio di clausura dove alcuni studenti particolari vengono educati lontano dalle influenze del mondo esterno. La scuola ospita cinque studentesse occupate nella loro ripetitiva routine quotidiana. Un giorno tuttavia, alla Mihana arriva Yūji Kazami, un nuovo ragazzo in veste di studente...

## Personaggi

### Principali
Yūji Kazami (風見 雄二?, Kazami Yūji)
Doppiato da Takahiro Sakurai (Anime), Ayaka Suwa (anime, da bambino)
Il protagonista della serie. Studente del secondo anno alla Mihama Academy conosciuto come "Ace number 9029", Yūji è un sicario che lavora per un'agenzia governativa giapponese. Stanco della sua vita senza scopo, desidera vivere una normale vita scolastica. Di temperamento freddo, filosofico e minimalista, Yūji è un realista con un'intelligenza superiore alla media. Essendo molto cauto, pianifica sempre attentamente prima di passare all'azione. Si maschera come "studente di scambio dal Canada". Sembra essere molto bravo a gestire le donne, il che lo rende molto popolare, come dimostra che quasi ogni personaggio femminile sembra essere attratto da lui.
Yumiko Sakaki (榊 由美子?, Sakaki Yumiko)
Doppiata da Hikaru Isshiki (PC), Ryoko Tanaka (PSP, anime)
Una studentessa del secondo anno della Mihama Academy, figlia del magnate "East Beach Railway Express Group". Mihama Academy è stata fondata per lei ed è stata la prima studentessa ad iscriversi. La sua caratteristica distintiva sono i suoi capelli neri lunghi fino alla vita. A causa della sua schiettezza e della sua difficile personalità, spesso entra in conflitto con gli altri personaggi. A causa del suo passato, tende a rimanere da sola e cerca a malapena di andare d'accordo con gli altri. Porta sempre con sé una taglierino e lo usa per minacciare gli altri, in particolare Yūji, quando si arrabbia. Trascorre gran parte del suo tempo libero a leggere, in particolare i romanzi gialli, che ha portato gli altri a chiamarla un topo di biblioteca. Sebbene Yumiko agisca tipicamente come una donna, i suoi piatti preferiti sono cibi spazzatura come i noodles fritti di soba.
Amane Suou (周防 天音?, Suō Amane)
Doppiata da Sora Yukimi (PC), Hiroko Taguchi (PSP, anime)
Una studentessa del terzo anno della Mihama Academy, il tipo "Onee-san" che si prende sempre cura degli altri. È conosciuta come la "mamma" di Makina. A causa delle sue circostanze, ha saltato un anno di scuola nella sua precedente scuola, quindi in realtà ha 2 anni più di Yūji. È alta e ha un corpo ben sviluppato con cui cerca di sedurre Yūji. La sua famiglia gestisce un ristorante di lunga data a Ginza, quindi è brava a cucinare. Perché sua madre viene da Kyoto, ogni volta che si emoziona o quando si fa prendere dal panico, il suo discorso assume un dialetto Kansai. È profondamente interessata alle automobili e ha una patente per motociclette. Amane ha anche una vecchia moto che è stata rimodellata a un incrociatore chiamato "Bobatarō" (ボ バ 太郎?) che fu messo nel garage dell'Accademia.
Michiru Matsushima (松嶋 みちる?, Matsushima Michiru)
Doppiata da Urara Hani (PC), Kaori Mizuhashi (PSP, anime)
Studentessa del secondo anno della Mihama Academy, Michiru è una finta tsundere con due trecce bionde sbiancate. Ha un profondo interesse per i personaggi tsundere e cerca di comportarsi come tale. La sua personalità sciocca ed energica aumenta l'umore della classe. I suoi voti sono scarsi. Porta sempre con sé una custodia a forma di squalo che contiene dolci alla limonata. Nonostante abbia difficoltà con i cibi acidi, cerca sempre di bere vitamina C pura al 100% per "migliorare la sua intelligenza", come ha detto Michiru.
Makina Irisu (入巣 蒔菜?, Irisu Makina)
Doppiata da Tomoe Tamiyasu (PC, PSP, anime)
Studentessa del primo anno della Mihama Academy, Makina è una ragazza innocente e spensierata con una personalità difficile da capire. In generale, può essere spiegata come "sciocca" ma a volte il suo linguaggio e il suo comportamento fanno sudare freddo. Per questi motivi, la maggior parte delle persone che parlano con lei per cinque minuti diranno che"Questa ragazza è terribile". Adora Yūji come fratello e Amane come sorella. Chiama Yūji "Onii-chan". Sebbene abbia la sua stanza nel dormitorio, rimane sempre nella stanza di Amane. Indossa sempre calze al ginocchio con due colori diversi. A causa del lavoro dei suoi genitori, rimase in paesi stranieri fino all'età di sei anni, quindi parla bene inglese e altre lingue. Si dice che la sua famiglia sia una grande cricca finanziaria che controlla la malavita del Giappone.
Sachi Komine (小嶺 幸?, Komine Sachi)
Doppiata da Mikasa Okamura (PC), Ai Shimizu (PSP, anime)
Studentessa del primo anno della Mihama Academy, Sachi è la domestica della Mihama Academy. Indossa sempre il suo completo da cameriera tranne quando va a scuola, fa il bagno o nuota. Lo fa perché alcune persone una volta le hanno detto di indossare l'uniforme da cameriera il più possibile. Educata e con un forte senso di responsabilità, ci sono solo 3 parole nel suo dizionario d'azione, "ricevi", "conferma" ed "esegui". Per questo motivo, cerca sempre di realizzare ciò che le è stato chiesto, anche se è stato detto come uno scherzo, il che ha causato problemi. Il suo animale preferito è lo squalo e ha realizzato la custodia a forma di squalo che Michiru porta con sé.

### Secondari
Chizuru Tachibana (橘 千鶴?, Tachibana Chizuru)
Doppiata da Izumi Maki (PC), Natsumi Yanase (PSP, anime)
Yuria Harudera (春寺 由梨亜?, Harudera Yuria, Julia Bardera; JB)
Doppiata da Suzune Kusunoki (PC), Erika Narumi (PSP, anime)
Kazuki Kazami (風見 一姫?, Kazami Kazuki)
Doppiata da Yukari Aoyama (PC), Akane Tomonaga (PSP, anime)
Asako Kusakabe (日下部 麻子?, Kusakabe Asako)
Doppiata da Kei Mizusawa (anime)
Michiaki Sakaki (榊 道昭?, Sakaki Michiaki)
Doppiato da Eizou Tsuda (anime)

## Visual novel

### Pubblicazione
Il gioco fu pubblicato per Windows il 25 febbraio 2011. Una versione per PlayStation Portable fu pubblicata il 21 febbraio 2013. Nella versione per PSP sono state rimosse le scene di sesso esplicito, ma è stata aggiunta una nuova storia, è stata migliorata la grafica e sono state aggiunte nuove voci. Una versione migliorata per PlayStation Vita fu pubblicata l'8 agosto 2013 in Giappone.
Due videogiochi sequel sono stati pubblicati dopo Grisaia no Kajitsu: Grisaia no meikyuu: Le Labyrinthe De La Grisaia (グリザイアの迷宮 -LE LABYRINTHE DE LA GRISAIA-?) pubblicato il 24 febbraio 2012 e Grisaia no rakuen: Le Eden De La Grisaia (グリザイアの楽園 -LE EDEN DE LA GRISAIA-?), pubblicato il 24 maggio 2013.

## Media derivati

### Manga
La serie ha avuto due adattamenti manga, il primo The Fruit of Grisaia: Sanctuary Fellows (グリザイアの果実 サンクチュアリ フェローズ?, Grisaia no Kajitsu: Sankuchuari Ferōzu) è stato scritto da Eiji Narumi e disegnato da Shū Hirose e pubblicato dall'Akita Shoten nella rivista Champion Red Ichigo. Il secondo si intitola The Fruit of Grisaia: L'Oiseau bleu (グリザイアの果実?, L'Oiseau bleu) ed è scritto da Jun'ichi Fujisaku e disegnato da Taka Himeno ed è serializzato nella rivista Monthly Comic Blade di Mag Garden.

### Anime

Una delle protagoniste, Amane Suou.

Un adattamento anime prodotto dall'8-Bit e diretto da Tensho è andato in onda il 5 ottobre 2014 sull'emittente televisivo AT-X. Due sequel sono stati annunciati sempre dalla 8-Bit, il primo è Grisaia no meikyuu: Le Labyrinthe De La Grisaia (グリザイアの迷宮 -LE LABYRINTHE DE LA GRISAIA-?) che è uno speciale di 47 minuti che è andato in onda il 12 aprile 2015, l'altro è Grisaia no rakuen: Le Eden De La Grisaia (グリザイアの楽園 -LE EDEN DE LA GRISAIA-?) che è andato in onda dal 19 aprile 2015.

#### Episodi

Logo della serie

Logo della serie

Grisaia no kajitsu
| Nº | Titolo italiano Giapponese 「Kanji」 - Rōmaji                                              | In onda          | In onda |
| Nº | Titolo italiano Giapponese 「Kanji」 - Rōmaji                                              | Giapponese       |         |
| 1  | Vita ordinaria di scuola 「普通の学園生活」 - Futsū no Gakuen Seikatsu                     | 5 ottobre 2014   |         |
| 2  | School Killer Yumiko 「スクールキラー由美子」 - Sukūru Kirā Yumiko                         | 12 ottobre 2014  |         |
| 3  | Dolce dieta 「甘い食生活」 - Amai Shokuseikatsu                                            | 19 ottobre 2014  |         |
| 4  | Dove sparare il proiettile d'argento 「銀の弾丸で狙う場所」 - Gin no Dangan de Nerau Basho | 26 ottobre 2014  |         |
| 5  | Vox in Box 「Vox in Box」 - Vox in Box                                                     | 2 novembre 2014  |         |
| 6  | Raison D'être 「レーゾン・デートル」 - Rēzon Dētoru                                        | 9 novembre 2014  |         |
| 7  | Lettera della felicità 「幸せの手紙」 - Shiawase no Tegami                                 | 16 novembre 2014 |         |
| 8  | Il seme dell'albero del mondo I 「セカイ樹の種I」 - Sekaiju no Tane I                      | 23 novembre 2014 |         |
| 9  | Il seme dell'albero del mondo II 「セカイ樹の種II」 - Sekaiju no Tane II                   | 30 novembre 2014 |         |
| 10 | Angelic Howl I 「エンジェリック・ハウルI」 - Enjerikku Hauru I                             | 7 dicembre 2014  |         |
| 11 | Angelic Howl II 「エンジェリック・ハウルII」 - Enjerikku Hauru II                          | 14 dicembre 2014 |         |
| 12 | Angelic Howl III 「エンジェリック・ハウルIII」 - Enjerikku Hauru III                       | 21 dicembre 2014 |         |
| 13 | Spazio di fuoco di dieci centimetri 「射界10センチ」 - Shakai Jussenchi                    | 28 dicembre 2014 |         |

Grisaia no meikyuu
| Nº | Titolo italiano Giapponese 「Kanji」 - Rōmaji                        | In onda        | In onda |
| Nº | Titolo italiano Giapponese 「Kanji」 - Rōmaji                        | Giapponese     |         |
| 1  | Il bozzolo della volubilità Ø 「カプリスの繭Ø」 - Kapurisu no Mayu Ø | 12 aprile 2015 |         |

Grisaia no rakuen
| Nº | Titolo italiano Giapponese 「Kanji」 - Rōmaji                              | In onda        | In onda |
| Nº | Titolo italiano Giapponese 「Kanji」 - Rōmaji                              | Giapponese     |         |
| 1  | Il bozzolo della volubilità I 「カプリスの繭I」 - Kapurisu no Mayu I       | 19 aprile 2015 |         |
| 2  | Il bozzolo della volubilità II 「カプリスの繭II」 - Kapurisu no Mayu II    | 26 aprile 2015 |         |
| 3  | Il bozzolo della volubilità III 「カプリスの繭III」 - Kapurisu no Mayu III | 3 maggio 2015  |         |
| 4  | Il bozzolo della volubilità IV 「カプリスの繭IV」 - Kapurisu no Mayu IV    | 10 maggio 2015 |         |
| 5  | I semi del Blanc Aile I 「ブランエールの種I」 - Buran'ēru no tane I        | 17 maggio 2015 |         |
| 6  | I semi del Blanc Aile II 「ブランエールの種II」 - Buran'ēru no tane II     | 24 maggio 2015 |         |
| 7  | I semi del Blanc Aile III 「ブランエールの種III」 - Buran'ēru no tane III  | 31 maggio 2015 |         |
| 8  | I semi del Blanc Aile IV 「ブランエールの種IV」 - Buran'ēru no tane IV     | 7 giugno 2015  |         |
| 9  | I semi del Blanc Aile V 「ブランエールの種V」 - Buran'ēru no tane V        | 14 giugno 2015 |         |
| 10 | I semi del Blanc Aile VI 「ブランエールの種VI」 - Buran'ēru no tane VI     | 21 giugno 2015 |         |